# Simulium vidanoi
Simulium vidanoi är en tvåvingeart som först beskrevs av Rubtsov 1964.  Simulium vidanoi ingår i släktet Simulium och familjen knott.
Artens utbredningsområde är Italien. Inga underarter finns listade i Catalogue of Life.